# Brachythecium cylindricum
Brachythecium cylindricum là một loài Rêu trong họ Brachytheciaceae. Loài này được (Schimp.) Dalla Torre & Sarnth. mô tả khoa học đầu tiên năm 1902.